# Juan Carlos Legido
Juan Carlos Legido (Montevideo, 6 de enero de 1923 - 26 de setiembre de 2011) fue un escritor, dramaturgo, historiador y traductor uruguayo.

## Biografía
Fue Profesor de Literatura y de Historia del Arte. Obtuvo el Premio de Poesía del Ministerio de Instrucción Pública en 1949. En 1968, por su obra 'Crónica de cuatro estaciones' recibió el Premio Ministerio de Cultura y ese mismo año una Mención del Semanario Marcha por 'La máquina de gorjear'. Al año siguiente en 1969, obtuvo el Premio de la Federación de Teatros Independientes con la obra 'Historia de judíos'.

## Obras[3]
Dramaturgia
- El tranvía (1965)
- Los cuatro perros (1964)
- Veraneo (1961)
- La piel de los otros (1958)
- Dos en el tejado (1957)
- La lámpara (1953)

Narrativa
- El Naufragio de la ballena (1984)
- Historia de Judíos (1969)
- La máquina de gorjear (1968)
- Crónica de cuatro estaciones (1967)

Poesía
- El verbo amar (1965)
- Montevideo al sur (1964)
- Ancla y espiga (1949)

Ensayos
- La orilla oriental del tango: historia del tango uruguayo (1994)
- Teatro uruguayo: de Juan Moreira a los Independientes 1886-1967 (1968)

Otras obras
- 1991: Tangodrama 90 - 90
- 1988: Ajuste de Cuentas
- 1987: Discepolín
- 1986: La Golondrina
- 1984: Días Apacibles en la Playa